# Cippus

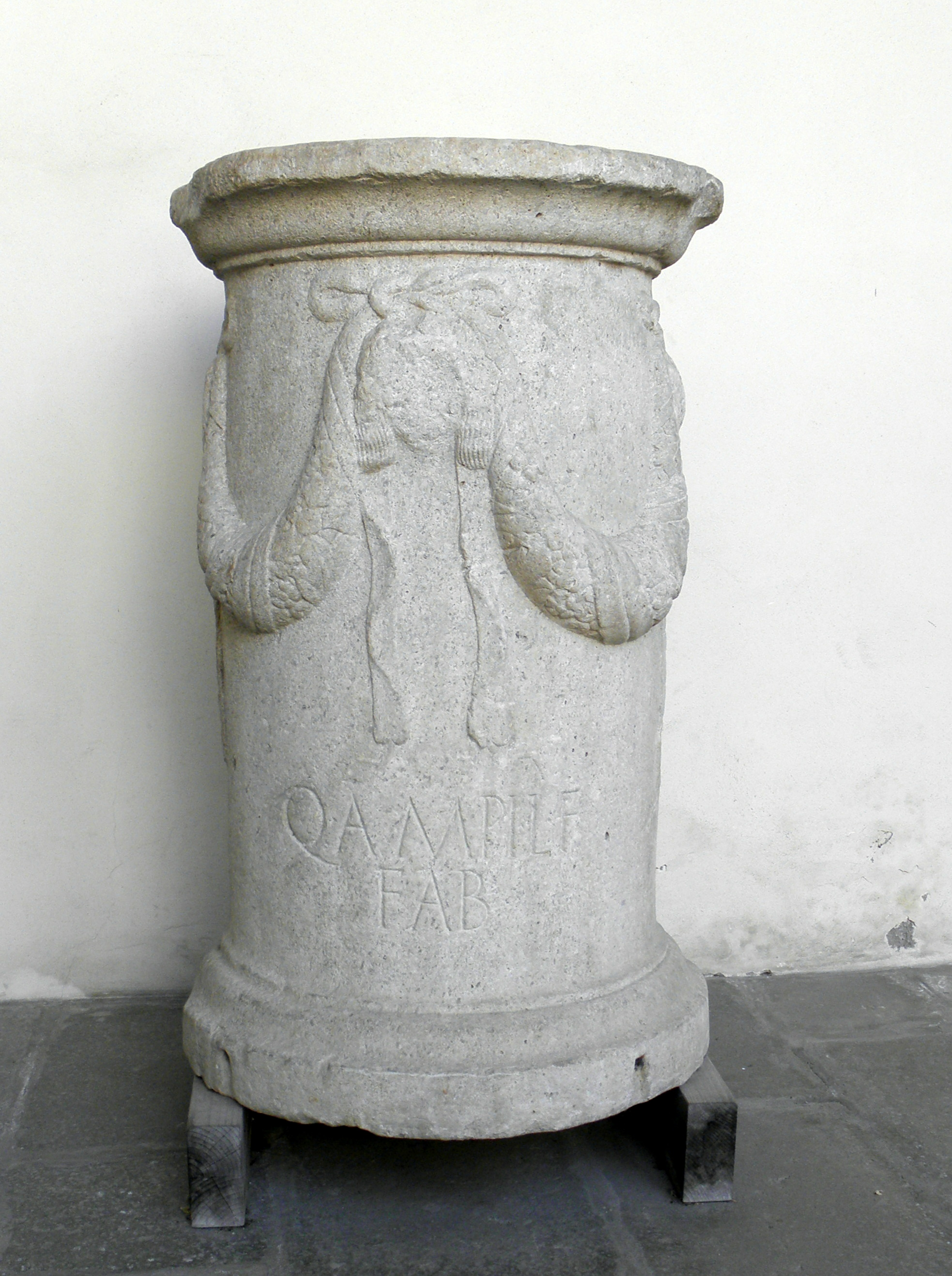
Typowy cippus rzymski z I w. n.e.

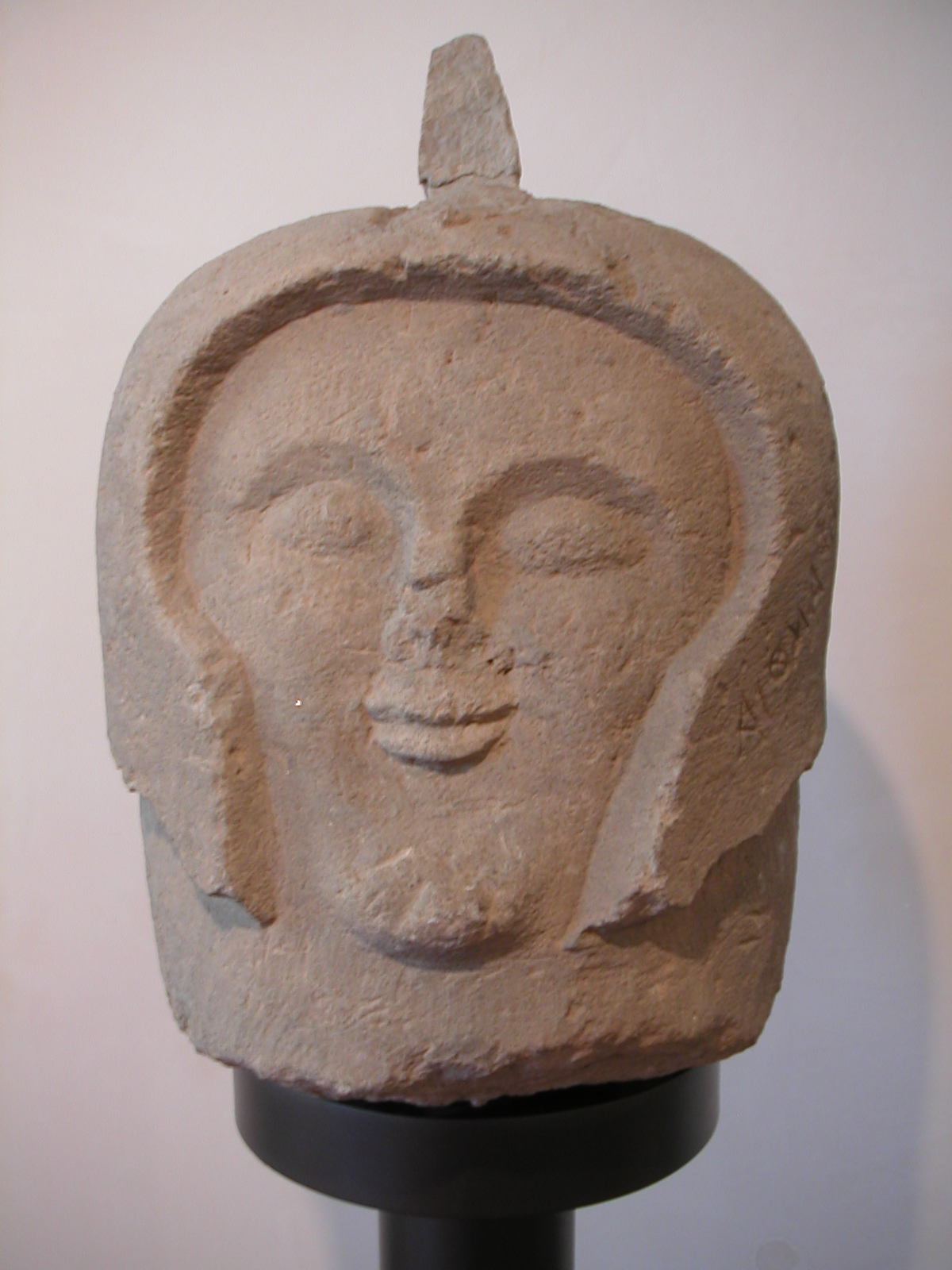
Etruski cippus nagrobny z Orvieto w kształcie głowy wojownika

Cippus (łac. cīppŭs – słup, pal) – w starożytnym Rzymie kamienny element różnego kształtu, znaczący miejsce pochówku lub terytorialną granicę.
Pierwotnie słup graniczny stawiany przy drogach, rzekach i świątyniach, wykonany z drewna lub częściej z kamienia, często o zgeometryzowanej lub dekoracyjnej formie. Znajdujący się w Museo Archeologico Nazionale dell'Umbria w Perugii Cippus Perusinus ma wyrytą jedną z najdłuższych znanych inskrypcji etruskich, informującą o umowie 2 właścicieli sąsiadujących ze sobą posiadłości.
Cippusy stawiano również przy miejscach pochówków z wyrytymi personaliami zmarłego, stąd z czasem termin ten zaczęto stosować dla określenia kamieni nagrobnych i podobnych obiektów sepulkralnych (jednak bez wnęki na prochy). Cippusy grobowe różnią się od granicznych typologią i dekoracją w zależności od miejsca i czasu powstania. Cippusy z Chiusi (z okresu między pierwszą połową VI wieku a pierwszym dziesięcioleciem V wieku p.n.e.) miały kształt cylindra lub prostopadłościanu i były bogato zdobione reliefami przedstawiającymi sceny taneczne, igrzyska, uczty; ich zwieńczeniem była kula lub szyszka pinii. 
W innym znaczeniu termin cippus pojawia się u Juliusza Cezara w pamiętnikach O wojnie galijskiej (VII,73) na określenie systemu obronnego Rzymian, stworzonego przed bitwą pod Alezją. Obronę zewnętrzną stanowiły zasieki wykonane z pni drzew z mocnymi gałęziami. Na górze były zaostrzone, zaś podstawy mocno ze sobą związane i zakopane w ziemię w pięciu szeregach, co skutkowało uniemożliwieniem przedostania się przez gąszcz pni i gałęzi.